# 関谷雲崖
関谷 雲崖（せきや うんがい、1880年（明治 13年）- 1968年（昭和43年））は、大正-昭和時代の日本画家。

## 経歴・人物
1880年（明治 13年）栃木県那須郡黒羽町河原（現：栃木県大田原市河原）に生まれる。日本南画界の大家である小室翠雲に師事。文展入選3回、帝展入選4回など活躍し、1929年（昭和4年）には日本南画院院友となった。同じく日本画家の横山大観と交流があった。息子は画家の関谷陽（1902-1988）。

## 主な作品
- 渓山新緑図
- 祖家の秋
- 那須野春色